# Jiří Valenta (právník)
Jiří Valenta (* 1992 Brno) je český právník, politik a manažer, od ledna 2022 do října 2024 náměstek ministra financí České republiky Zbyňka Stanjury. Je členem České pirátské strany a vedoucím jejího odborného týmu pro oblast ekonomiky a financí.

## Život
Jiří Valenta se narodil v roce 1992 v Brně. Po dokončení gymnázia vystudoval Právnickou fakultu Masarykovy univerzity v Brně – obor právo a právní věda. Později působil jako manažer a právník v několika soukromých společnostech.

## Politické působení
V roce 2018 se stal asistentem poslaneckého klubu České pirátské strany, jejíž je i od roku 2021 členem. V lednu roku 2022 byl jmenován náměstkem ministra financí České republiky Zbyňka Stanjury. Stejně tak se stal vedoucím odborného týmu Pirátské strany pro oblast ekonomiky a financí. V únoru 2024 byl zvolen do širšího vedení České pirátské strany – Republikového výboru.

## Názory
Jiří Valenta se v minulosti vyjádřil ve smyslu podpory přijetí společné evropské měny eura. Zastává i přísnější přístup k výběru daní a potírání daňových optimalizací: „Je potřeba se zaměřit na kontrolní mechanismy státu a efektivně potírat daňové optimalizace. Je to o tom zdaňovat lépe, nikoliv více.“